# Ventspils (novads)

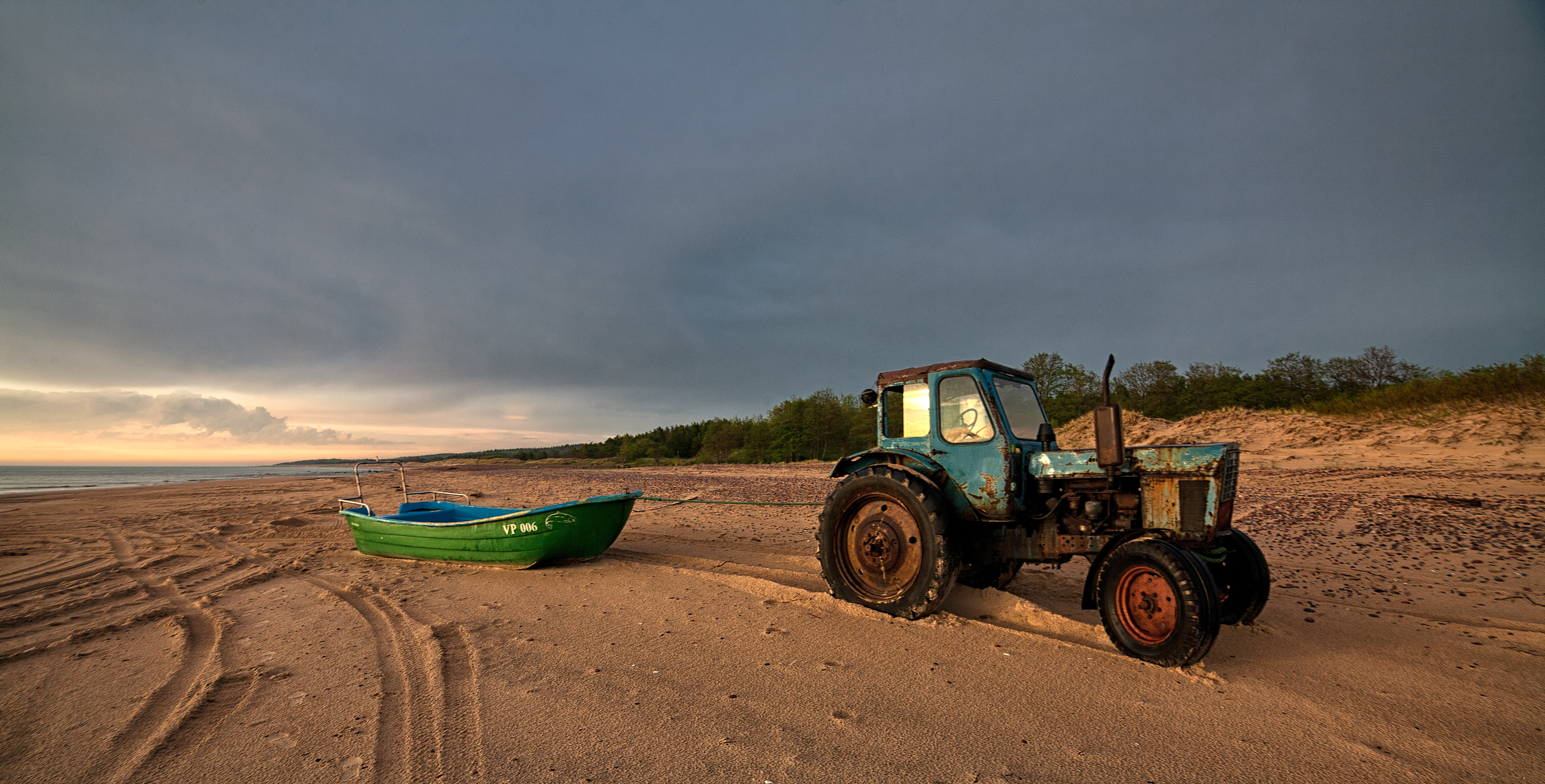
La côte près de Užavas dans le Ventspils. Un tracteur et une barque sur la plage. Mai 2018.

Ventspils est un novads de Lettonie, situé dans la région de Kurzeme. En 2009, sa population est de 13 786 habitants.